# Alopoglossus festae
Espèce
Alopoglossus festae est une espèce de sauriens de la famille des Gymnophthalmidae.

## Répartition

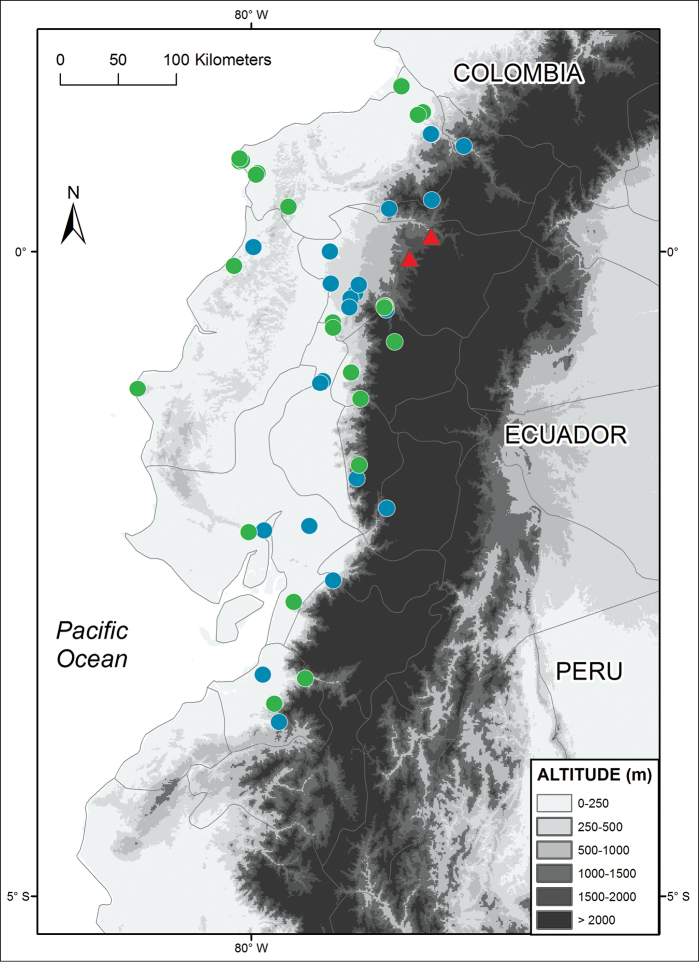
Distribution en Équateur
Alopoglossus festae cercles
Alopoglossus viridiceps triangles

Cette espèce se rencontre dans l'Ouest de l'Équateur et dans le Sud-Ouest en Colombie entre 10 et 770 m d'altitude.

## Étymologie
Cette espèce est nommée en l'honneur d'Enrico Luigi Festa (1868–1939).

## Publication originale
- Peracca, 1904 : Viaggio del Dr. Enrico Festa nell Ecuador e regioni vicine: Reptili ed Amfibii. Bollettino dei Musei di zoologia e anatomia comparata della Università di Torino, vol. 19, no 465, p. 1-41 (texte intégral).